# Asunción Balaguer
Asunción Balaguer (ur. 8 listopada 1925 w Manresie, zm. 23 listopada 2019 w Cercedilli) – hiszpańska aktorka teatralna, filmowa i telewizyjna. Wystąpiła w ponad 100 filmach i programach telewizyjnych od 1952 do 2016.
W 1951 roku wyszła za mąż za aktora i reżysera Francisca Rabala i byli nierozłączni do jego śmierci w 2001. Doczekali się dwójki dzieci, córkę Teresę (ur. 1952 w Barcelonie) i syna Benita (ur. 1954).

## Filmografia
- 1963: Droga jako Madre de Damián
- 1975: Księga dobrej miłości jako głos
- 1981: Kto znajduje przyjaciela, znajduje skarb
- 1985: Godzina czarów jako Monja
- 1986: Nocne lulu jako Josefina
- 1990: Podwójna obsesja jako Juana
- 1991: Jak być kobietą i przetrwać jako mama Antonia
- 1992: Długa zima jako Assumpta de Casals
- 1993: Ptak szczęścia jako pani Rica
- 1994: Jak być nieszczęśliwą i lubić to jako Dora Charo
- 1995: Usta do ust jako matka Luci
- 1995: Dziewczyna twoich marzeń jako babcia
- 1995: Kulawy gołąb jako tata Caridad
- 1997: Wspomnienia upadłego anioła jako Jeana
- 1999: Nieznajomi jako Gloria
- 1999: Zatarte ślady jako Leoni
- 2000: Sen aligatora jako babcia Inaki
- 2001: Złamana cisza jako Juana
- 2001: Tylko moje jako ciotka Angeli
- 2004: Cierpkie winogrona jako Paulina
- 2004: Dzień bociana jako Rosa
- 2006: Pokój dziecięcy jako stara kobieta
- 2007: Szaleństwo jako Carmen
- 2008: Moja droga jako Dolors
- 2010: Papierowe ptaki jako pielęgniarka
- 2010: Małe życie
- 2011: Słodki
- 2012: Oczy, których nie widzą jako Abuela
- 2012: Luisy nie ma w domu jako Luisa
- 2014: Lot jako Asunción
- 2015: Świąteczna noc w Barcelonie jako Júlia